# Centro Educacional Deocleciano Barbosa de Castro
O Centro Educacional Deocleciano Barbosa de Castro é o maior e mais antigo colégio público da cidade de Jacobina, com 70 anos de fundação. Oferece Ensino Médio em Tempo Integral e EJA - Noturno, além de um complexo poliesportivo dedicado à educação.

## Estruturas e Espaços
Em 2025, atende 955 estudantes e é composto por 26 salas de aula distribuídas em 06 pavilhões, quadra poliesportiva, campo Society, Espaço de Vivências Corporais, restaurante estudantil, piscina semiolímpica, laboratório de informática, biblioteca, rádio estudantil, sala de multimídia, Sala de Atendimento Educacional Especializado e Teatro Cultural. O quadro de professores é formado por profissionais graduados e pós-graduados.

## Fundação
Com a eleição de Régis Pacheco, em 1951, para Governador da Bahia alguns cidadãos de Jacobina constituíram uma comissão para ir a Salvador assistir à posse  e, posteriormente, no Palácio do Governo, cobrar a imediata implantação de um colégio público em Jacobina que oferecesse o curso ginasial. Desse modo, foi fundado pelo decreto de 23 de fevereiro de 1954, a partir da encampação do Instituto Senhor do Bonfim - ISB, o Ginásio Estadual Deocleciano Barbosa de Castro ao Estado. O nome do Ginásio foi dado em homenagem ao professor Deocleciano Barbosa de Castro, diretor do ISB, que contribuiu pra  formação de professores em Salvador, Senhor do Bonfim e Jacobina.

## A Banda Marcial do Colégio: História e Tradição
A Banda Marcial do Colégio surge no início dos anos 70 e atualmente é composta por professores e alunos que participam ativamente. Em 1984, a Banda contava com 100 integrantes e, naquela época, realizava diversas apresentações em Jacobina, marcando os desfiles de 7 setembro da cidade.

## O Edifício e o Mobiliário
Na cidade, havia um prédio construído durante a gestão do presidente Eurico Gaspar Dutra (1946-1951), com a participação do Deputado Manoel Novais, destinado a sediar uma escola normal rural. No entanto, esse prédio permanecia desocupado há anos. Com o argumento de haver sede para o novo colégio, a comissão agiliza a vinda do mobiliário a partir do direcionamento de um conjunto destinado a Alagoinhas para o Deocleciano, uma vez que o ginásio naquela cidade ainda estava em fase de construção. José Marcelino da Silva, comerciante local e ex-prefeito de Jacobina, participa trazendo o mobiliário para o ginásio junto às suas mercadorias.

## Reforma e Ampliação
Após sua reforma e ampliação (obra inaugurada em 09 de setembro de 2023 pelo governador estadual Jeronimo Rodrigues) a escola ganhou campo Society, quadra poliesportiva, piscina semiolímpica, teatro e restaurante estudantil.